# Behlendorf
Behlendorf – gmina w Niemczech w kraju związkowym Szlezwik-Holsztyn, w powiecie Herzogtum Lauenburg, wchodzi w skład urzędu Berkenthin.
W Behlendorfie mieszkał Günter Grass.